# Dracontiasis
Dracontiasis, även känt som Guineamasksinfektion (Guinea worm disease GWD), är en parasitinfektion som orsakas av guineamask. Infektionen sker vid intag av vatten som innehåller hinnkräftor (vattenloppor) som bär på guineamask-larver. Till en början uppvisar den infekterade inga symptom. Efter ungefär ett år drabbas personen av en brännande smärta då hon-maskar bildar blåsor på huden, oftast på benen. Masken tar sig sedan ut genom huden över en period av ett antal veckor. Under denna tid kan det vara svårt för den drabbade att gå eller att arbeta. Det är mycket ovanligt att sjukdomen leder till dödsfall.

## Orsaker
Masken är en till två millimeter bred, och den vuxna honan är 60 till 100 centimeter lång. (Hanen är mycket kortare). Utanför människan kan äggen överleva i upp till tre veckor. Äggen måste ätas av vattenloppor innan de dör. Larverna som finns inuti vattenlopporna kan överleva där upp till fyra månader. Därför måste sjukdomen årligen drabba människor för att stanna kvar i ett område. Diagnos kan oftast sättas baserat på tecken och symptom förknippade med infektionen.
Tills nyligen troddes det att människan är det enda djuret som drabbas av guineamasksinfektion. Infektioner i flera anda djur har upptäckts, och infektion av hundar studerades särskilt på en WHO-konferens 2016.

## Förebyggande åtgärder och behandling
Förebyggande av infektion sker genom tidig diagnos och genom att undvika att individen utsätter såret för dricksvatten. Andra åtgärder innefattar: förbättrad tillgång till rent vatten och filtrering av förorenat vatten. Att filtrera vattnet genom en bit tyg är ofta tillräckligt. Kontaminerat dricksvatten kan renas med hjälp av den kemiska substansen temefos som dödar larverna. Det finns ingen medicinsk behandling eller något vaccin mot infektionen. Masken kan, över flera veckors tid, långsamt avlägsnas genom att rullas runt en pinne. Såren eller ulcusen som bildas kan lätt utsättas för bakterieinfektioner. Smärtan kan kvarstå upp till flera månader efter att masken har avlägsnats.

## Epidemiologi och historik
År 2013 rapporterades 148 fall av parasitinfektionen, en kraftig minskning från 3,5 miljoner fall år 1986. Sjukdomen förekommer nu endast i fyra afrikanska länder, vilket gått ner från 20 länder under 1980-talet. Landet som är mest utsatt är Sydsudan. Det är troligt att det blir den första parasitinfektionen som kommer att utrotas. Infektion av guineamask har kunnat påvisas sedan antiken. Infektionen omnämns i den egyptiska medicinska Papyrus Ebers, som är daterad till 1550 f.Kr. Det engelska namnet ”dracunculiasis” kommer från latinets "drabbad av små drakar", medan namnet "guineamask" påträffas efter att européer upptäckt sjukdomen vid Guineas kust i Västafrika på 1600-talet. En art som liknar guineamasken orsakar infektion hos andra djur. Denna mask verkar inte infektera människan. Sjukdomen klassificeras som en neglected tropical disease.